# Resultados do Carnaval de São Paulo em 2019
Nesta página estão apontados os resultados do Carnaval de São Paulo no ano de 2019. 

## Escolas de Samba
Este Carnaval é marcado por dois fatos inéditos, o primeiro título da Mancha Verde e o primeiro rebaixamento da Vai-Vai, já que a escola permaneceu por 90 anos no Grupo Especial e conquistou 15 títulos no Grupo, o que deixou o mundo do samba em estado de choque.
Além da Vai-Vai, a Acadêmicos do Tucuruvi também foi rebaixada, depois de 22 anos no Especial. As suas vagas serão ocupadas pela Pérola Negra e também pela Barroca Zona Sul, que retornam ao Grupo Especial. A Pérola ficou 3 anos no Acesso, enquanto que a Barroca Zona Sul transitou durante 13 anos por diversos grupos, indo desde o Grupo 2 da UESP (quarta divisão) até o Acesso 1 (segunda divisão).
Essa também foi a primeira apuração que não houve transmissão para todo o país através da Rede Globo, limitando a mesma pelo Globoplay. Assim, somente a TV Globo São Paulo transmitiu os resultados para a sua área de cobertura.

### Grupo Especial
Os desfiles do grupo especial ocorreram nos dias 1 e 2 de março no sambódromo do Anhembi.
Ordem de Desfile
| Sexta-feira (01/03/2019) | Sábado (02/03/2019) |
| 1. Colorado do Brás 2. Império de Casa Verde 3. Mancha Verde 4. Acadêmicos do Tucuruvi 5. Acadêmicos do Tatuapé 6. X-9 Paulistana 7. Tom Maior | 1. Águia de Ouro 2. Dragões da Real 3. Mocidade Alegre 4. Vai-Vai 5. Rosas de Ouro 6. Unidos de Vila Maria 7. Gaviões da Fiel |

Mapa de Notas
Abaixo o mapa de notas da apuração com os resultados do grupo especial:
| Agremiações (por ordem de desfile)                 | Bateria | Bateria | Bateria | Bateria | Samba-Enredo | Samba-Enredo | Samba-Enredo | Samba-Enredo | Evolução | Evolução | Evolução | Evolução | Fantasias | Fantasias | Fantasias | Fantasias | Harmonia | Harmonia | Harmonia | Harmonia | Comissão de Frente | Comissão de Frente | Comissão de Frente | Comissão de Frente | Mestre-Sala & Porta-Bandeira | Mestre-Sala & Porta-Bandeira | Mestre-Sala & Porta-Bandeira | Mestre-Sala & Porta-Bandeira | Enredo | Enredo | Enredo | Enredo | Alegorias | Alegorias | Alegorias | Alegorias | P. | TOTAL |
| Sexta-feira                                        | J1      | J2      | J3      | J4      | J1           | J2           | J3           | J4           | J1       | J2       | J3       | J4       | J1        | J2        | J3        | J4        | J1       | J2       | J3       | J4       | J1                 | J2                 | J3                 | J4                 | J1                           | J2                           | J3                           | J4                           | J1     | J2     | J3     | J4     | J1        | J2        | J3        | J4        |    |       |
| Colorado                                           | 10      | 9,9     | 10      | 10      | 10           | 9,9          | 10           | 10           | 10       | 9,9      | 9,9      | 10       | 10        | 10        | 10        | 10        | 10       | 9,9      | 9,9      | 9,9      | 10                 | 10                 | 10                 | 10                 | 10                           | 10                           | 10                           | 10                           | 9,9    | 9,9    | 10     | 9,9    | 10        | 9,7       | 9,9       | 9,9       |    | 269,3 |
| Império                                            | 10      | 10      | 10      | 10      | 10           | 10           | 9,9          | 10           | 10       | 9,9      | 9,9      | 9,9      | 10        | 9,9       | 10        | 10        | 10       | 10       | 9,9      | 10       | 10                 | 9,9                | 10                 | 9,9                | 10                           | 10                           | 9,9                          | 10                           | 10     | 10     | 10     | 9,9    | 10        | 10        | 10        | 10        |    | 269,7 |
| Mancha                                             | 10      | 10      | 10      | 10      | 10           | 10           | 10           | 10           | 10       | 9,8      | 10       | 10       | 10        | 10        | 10        | 10        | 10       | 10       | 10       | 10       | 10                 | 10                 | 10                 | 10                 | 10                           | 10                           | 10                           | 10                           | 10     | 10     | 10     | 10     | 10        | 10        | 10        | 10        |    | 270   |
| Tucuruvi                                           | 10      | 10      | 10      | 10      | 10           | 10           | 9,9          | 10           | 10       | 9,8      | 10       | 10       | 10        | 10        | 10        | 10        | 10       | 10       | 10       | 10       | 9,8                | 9,7                | 9,9                | 9,8                | 10                           | 10                           | 10                           | 10                           | 10     | 10     | 9,9    | 10     | 10        | 9,6       | 9,9       | 9,8       |    | 269,2 |
| Tatuapé                                            | 10      | 10      | 10      | 10      | 10           | 10           | 10           | 10           | 10       | 10       | 10       | 10       | 10        | 10        | 10        | 10        | 10       | 10       | 10       | 10       | 10                 | 10                 | 9,9                | 10                 | 10                           | 10                           | 10                           | 10                           | 10     | 10     | 10     | 10     | 9,8       | 9,9       | 9,7       | 9,8       |    | 269,5 |
| X-9                                                | 10      | 10      | 10      | 10      | 10           | 10           | 10           | 10           | 10       | 9,9      | 10       | 10       | 10        | 9,9       | 10        | 10        | 10       | 10       | 9,9      | 10       | 9,9                | 9,8                | 10                 | 9,9                | 10                           | 10                           | 10                           | 10                           | 10     | 10     | 10     | 10     | 9,9       | 9,5       | 9,9       | 9,9       |    | 269,5 |
| Tom Maior                                          | 10      | 10      | 10      | 10      | 10           | 10           | 9,9          | 10           | 10       | 9,9      | 9,9      | 9,9      | 9,9       | 10        | 9,8       | 9,9       | 10       | 9,9      | 10       | 10       | 9,9                | 9,9                | 9,9                | 9,9                | 10                           | 10                           | 10                           | 10                           | 10     | 10     | 9,9    | 10     | 9,9       | 9,9       | 10        | 10        |    | 269,2 |
| Sábado                                             | J1      | J2      | J3      | J4      | J1           | J2           | J3           | J4           | J1       | J2       | J3       | J4       | J1        | J2        | J3        | J4        | J1       | J2       | J3       | J4       | J1                 | J2                 | J3                 | J4                 | J1                           | J2                           | J3                           | J4                           | J1     | J2     | J3     | J4     | J1        | J2        | J3        | J4        |    |       |
| Águia                                              | 10      | 10      | 10      | 10      | 10           | 10           | 9,9          | 10           | 10       | 10       | 9,9      | 10       | 10        | 10        | 9,9       | 10        | 10       | 10       | 10       | 10       | 9,9                | 10                 | 9,9                | 9,9                | 9,9                          | 10                           | 10                           | 9,9                          | 10     | 10     | 10     | 9,8    | 9,9       | 10        | 10        | 9,9       |    | 269,6 |
| Dragões                                            | 10      | 10      | 10      | 10      | 10           | 10           | 10           | 10           | 10       | 9,9      | 10       | 10       | 10        | 10        | 9,9       | 9,9       | 10       | 10       | 10       | 10       | 10                 | 9,9                | 10                 | 10                 | 10                           | 10                           | 10                           | 10                           | 10     | 10     | 10     | 9,9    | 10        | 10        | 10        | 9,9       |    | 269,9 |
| Mocidade                                           | 10      | 10      | 10      | 10      | 10           | 10           | 10           | 10           | 10       | 9,8      | 9,8      | 10       | 9,8       | 10        | 9,9       | 9,9       | 9,9      | 10       | 10       | 10       | 10                 | 10                 | 10                 | 10                 | 10                           | 10                           | 10                           | 10                           | 10     | 10     | 10     | 10     | 10        | 10        | 9,9       | 9,9       |    | 269,5 |
| Vai-Vai                                            | 10      | 10      | 10      | 10      | 10           | 9,8          | 10           | 10           | 10       | 9,9      | 10       | 10       | 9,9       | 9,9       | 10        | 10        | 10       | 10       | 10       | 10       | 9,8                | 9,8                | 9,7                | 9,7                | 10                           | 10                           | 10                           | 10                           | 10     | 10     | 10     | 10     | 9,9       | 9,9       | 9,8       | 9,8       |    | 268,8 |
| Rosas                                              | 10      | 10      | 10      | 10      | 10           | 10           | 10           | 10           | 10       | 10       | 10       | 10       | 10        | 10        | 9,9       | 10        | 9,9      | 10       | 10       | 10       | 10                 | 10                 | 10                 | 10                 | 9,9                          | 10                           | 10                           | 9,9                          | 9,9    | 10     | 10     | 10     | 10        | 9,9       | 10        | 10        |    | 269,9 |
| Vila Maria                                         | 10      | 10      | 10      | 10      | 10           | 10           | 10           | 10           | 10       | 9,9      | 10       | 10       | 10        | 9,9       | 10        | 10        | 10       | 10       | 10       | 9,9      | 10                 | 9,9                | 10                 | 9,9                | 10                           | 10                           | 10                           | 10                           | 10     | 10     | 10     | 9,9    | 10        | 9,9       | 9,9       | 9,9       |    | 269,7 |
| Gaviões                                            | 10      | 10      | 10      | 10      | 10           | 10           | 10           | 10           | 10       | 9,9      | 10       | 10       | 10        | 10        | 9,8       | 10        | 10       | 10       | 10       | 10       | 10                 | 9,9                | 9,9                | 9,9                | 10                           | 10                           | 10                           | 10                           | 10     | 9,9    | 10     | 9,7    | 10        | 9,7       | 9,9       | 9,9       |    | 269,5 |
| OBS.: A menor nota de cada quesito foi descartada. |         |         |         |         |              |              |              |              |          |          |          |          |           |           |           |           |          |          |          |          |                    |                    |                    |                    |                              |                              |                              |                              |        |        |        |        |           |           |           |           |    |       |

Classificação
| Pos | Escolas de Samba       | Enredo                                                                                   | Pts   | Desempate                               | Classificação ou rebaixamento      |
| --- | ---------------------- | ---------------------------------------------------------------------------------------- | ----- | --------------------------------------- | ---------------------------------- |
| 1   | Mancha Verde           | Oxalá, salve a princesa! A saga de uma guerreira negra                                   | 270   |                                         | Campeã do Carnaval de 2019         |
| 2   | Dragões da Real        | A invenção do Tempo - Uma Odisseia em 65 minutos                                         | 269,9 | Mestre-Sala e Porta-Bandeira (40,0 pts) | Desfile das Campeãs de 2019        |
| 3   | Rosas de Ouro          | Viva Hayastan!                                                                           | 269,9 | Mestre-Sala e Porta-Bandeira (39,8 pts) | Desfile das Campeãs de 2019        |
| 4   | Unidos de Vila Maria   | Nas asas do grande pássaro o voo da Vila ao Império do Sol                               | 269,7 |                                         | Desfile das Campeãs de 2019        |
| 5   | Império de Casa Verde  | O Império contra-ataca                                                                   | 269,7 |                                         | Desfile das Campeãs de 2019        |
| 6   | Águia de Ouro          | Brasil, eu quero falar de você! Que país é esse?                                         | 269,6 |                                         |                                    |
| 7   | Acadêmicos do Tatuapé  | Bravos Guerreiros: Por Deus, pela honra, pela justiça e pelos que precisam de nós        | 269,5 |                                         |                                    |
| 8   | Mocidade Alegre        | Ayakamaé - As Águas Sagradas do Sol e da Lua                                             | 269,5 |                                         |                                    |
| 9   | Gaviões da Fiel        | A Saliva do Santo e o Veneno da Serpente (Reedição do próprio enredo de 1994)            | 269,5 |                                         |                                    |
| 10  | X-9 Paulistana         | O show tem que continuar! Meu lugar é cercado de luta e suor, esperança num mundo melhor | 269,5 |                                         |                                    |
| 11  | Colorado do Brás       | Hakuna Matata – Isso é viver                                                             | 269,3 |                                         |                                    |
| 12  | Tom Maior              | Penso... logo existo – As interrogações do nosso imaginário em busca do inimaginável     | 269,2 |                                         |                                    |
| 13  | Acadêmicos do Tucuruvi | Liberdade. O canto retumbante de um povo heroico                                         | 269,2 |                                         | Descem para o Grupo de Acesso 2020 |
| 14  | Vai-Vai                | Vai-Vai: o quilombo do futuro                                                            | 268,8 |                                         | Descem para o Grupo de Acesso 2020 |

Premiações
| Prêmios 2019                 | Estrela do Carnaval              | Prêmio SASP                 | Prêmio SRzd                         |
| ---------------------------- | -------------------------------- | --------------------------- | ----------------------------------- |
| Escola / Desfile             | Gaviões da Fiel                  | Gaviões da Fiel             | Dragões da Real                     |
| Samba-enredo                 | Gaviões da Fiel                  | Gaviões da Fiel             | Gaviões da Fiel                     |
| Bateria                      | Vila Maria                       | Rosas de Ouro               | Rosas de Ouro                       |
| Mestre-sala e Porta-bandeira | Everson Sena e Laís (Vila Maria) | Emerson e Karina (Mocidade) | Marcos e Lyssandra (X-9 Paulistana) |
| Comissão de Frente           | Dragões da Real                  | Gaviões da Fiel             | Gaviões da Fiel                     |
| Intérprete / Ala Musical     | Igor Sorriso (Mocidade)          | Igor Sorriso (Mocidade)     | Ala Musical da Vila Maria           |
| Ala de Baianas               | Mocidade Alegre                  | Rosas de Ouro               | Dragões da Real                     |
| Alegorias                    | Império de Casa Verde            | Mancha Verde                | Mancha Verde                        |
| Fantasias                    | Tatuapé                          | Dragões da Real             | Mancha Verde                        |

### Grupo de acesso 1
Os desfiles do grupo de acesso 1 ocorreram no dia 3 de março no sambódromo do Anhembi.
Notas
| AGREMIAÇÃO   | BATERIA | BATERIA | BATERIA | BATERIA | SAMBA-ENREDO | SAMBA-ENREDO | SAMBA-ENREDO | SAMBA-ENREDO | EVOLUÇÃO | EVOLUÇÃO | EVOLUÇÃO | EVOLUÇÃO | FANTASIAS | FANTASIAS | FANTASIAS | FANTASIAS | HARMONIA | HARMONIA | HARMONIA | HARMONIA | COMISSÃO DE FRENTE | COMISSÃO DE FRENTE | COMISSÃO DE FRENTE | COMISSÃO DE FRENTE | MESTRE-SALA & PORTA-BANDEIRA | MESTRE-SALA & PORTA-BANDEIRA | MESTRE-SALA & PORTA-BANDEIRA | MESTRE-SALA & PORTA-BANDEIRA | ENREDO | ENREDO | ENREDO | ENREDO | ALEGORIAS E ADEREÇOS | ALEGORIAS E ADEREÇOS | ALEGORIAS E ADEREÇOS | ALEGORIAS E ADEREÇOS | P. | TOTAL |
| MUM          | 10      | 9,8     | 10      | 10      | 10           | 9,9          | 10           | 10           | 10       | 9,8      | 9,8      | 9,9      | 10        | 10        | 10        | 10        | 9,8      | 9,9      | 10       | 9,9      | 10                 | 9,7                | 10                 | 9,9                | 10                           | 10                           | 10                           | 10                           | 9,9    | 9,9    | 10     | 10     | 9,7                  | 9,6                  | 9,8                  | 9,8                  |    | 268,6 |
| Independente | 10      | 10      | 10      | 10      | 9,9          | 10           | 10           | 10           | 10       | 10       | 9,9      | 10       | 10        | 10        | 9,9       | 10        | 10       | 10       | 10       | 10       | 9,8                | 9,5                | 9,7                | 9,6                | 10                           | 10                           | 9,8                          | 9,9                          | 9,9    | 9,9    | 10     | 10     | 10                   | 10                   | 10                   | 10                   |    | 268,9 |
| Barroca      | 10      | 10      | 9,9     | 10      | 10           | 10           | 9,8          | 10           | 10       | 9,9      | 10       | 10       | 10        | 10        | 10        | 10        | 10       | 10       | 10       | 9,9      | 10                 | 10                 | 9,9                | 10                 | 10                           | 10                           | 9,9                          | 9,9                          | 9,9    | 9,9    | 9,9    | 9,9    | 9,9                  | 9,8                  | 9,8                  | 10                   |    | 269,3 |
| Nenê         | 10      | 10      | 10      | 10      | 10           | 10           | 10           | 10           | 10       | 10       | 9,9      | 10       | 9,9       | 9,9       | 10        | 10        | 9,9      | 9,9      | 10       | 10       | 10                 | 9,8                | 10                 | 9,9                | 10                           | 9,9                          | 9,9                          | 10                           | 9,9    | 10     | 10     | 10     | 9,7                  | 9,5                  | 9,9                  | 9,9                  |    | 269,1 |
| Leandro      | 10      | 10      | 9,9     | 10      | 9,9          | 10           | 10           | 10           | 9,9      | 9,8      | 9,8      | 10       | 9,7       | 9,9       | 9,8       | 9,8       | 9,9      | 10       | 10       | 9,9      | 9,9                | 9,9                | 9,9                | 9,8                | 10                           | 9,9                          | 10                           | 10                           | 9,9    | 9,8    | 9,9    | 9,9    | 9,7                  | 9,8                  | 9,9                  | 10                   |    | 268,2 |
| Camisa       | 10      | 10      | 9,5     | 9,9     | 10           | 10           | 10           | 10           | 10       | 9,7      | 9,7      | 9,8      | 10        | 10        | 10        | 9,9       | 10       | 10       | 10       | 10       | 9,7                | 9,9                | 10                 | 10                 | 10                           | 10                           | 10                           | 10                           | 9,9    | 9,7    | 9,5    | 10     | 9,8                  | 9,9                  | 9,9                  | 9,9                  |    | 268,6 |
| Peruche      | 10      | 10      | 10      | 10      | 10           | 10           | 10           | 10           | 10       | 9,7      | 9,8      | 10       | 9,8       | 9,9       | 9,7       | 9,8       | 10       | 10       | 10       | 10       | 9,7                | 9,6                | 9,7                | 9,9                | 9,9                          | 10                           | 10                           | 10                           | 10     | 10     | 10     | 10     | 9,7                  | 9,5                  | 9,9                  | 9,8                  |    | 268,0 |
| Pérola       | 10      | 10      | 10      | 10      | 10           | 10           | 10           | 10           | 10       | 9,8      | 9,8      | 10       | 9,6       | 10        | 10        | 10        | 9,8      | 10       | 9,9      | 9,9      | 10                 | 9,7                | 9,9                | 10                 | 10                           | 10                           | 10                           | 10                           | 10     | 9,9    | 10     | 10     | 10                   | 10                   | 10                   | 9,9                  |    | 269,5 |

Classificação
| Pos | Escolas de Samba        | Enredo                                                                                               | Pts   | Classificação ou rebaixamento       |
| --- | ----------------------- | --- | ----- | ----------------------------------- |
| 1   | Pérola Negra            | Da majestosa África, tu és negra mulher guerreira a verdadeira Pérola Negra                          | 269,5 | Sobem para o Grupo Especial 2020    |
| 2   | Barroca Zona Sul        | Okê Arô                                                                                              | 269,3 | Sobem para o Grupo Especial 2020    |
| 3   | Nenê de Vila Matilde    | A majestade do samba chegou! Corri pra ver... pra ver quem era. Chegando lá, era a Nenê e a Portela  | 269,1 |                                     |
| 4   | Independente Tricolor   | Para sempre vou te amar                                                                              | 268,9 |                                     |
| 5   | Mocidade Unida da Mooca | Manto sagrado, a história que o tempo bordou                                                         | 268,6 |                                     |
| 6   | Camisa Verde e Branco   | Orin, Orin - Uma viagem sem fim... Quando os tambores ecoam na floresta, a Barra Funda está em festa | 268,6 |                                     |
| 7   | Leandro de Itaquera     | Ubatuba. O reconto do caboclo sob a luz do luar                                                      | 268,2 |                                     |
| 8   | Unidos do Peruche       | Nascem do ventre africano os valores do mundo. África, um passado presente no futuro da humanidade   | 268,0 | Desce para o Grupo de Acesso 2 2020 |

Premiações
| Prêmios 2019                 | Prêmio SASP           | Prêmio SRzd       |
| ---------------------------- | --------------------- | ----------------- |
| Escola / Desfile             | Independente Tricolor | Barroca Zona Sul  |
| Samba-enredo                 | Barroca Zona Sul      | Barroca Zona Sul  |
| Bateria                      | Barroca Zona Sul      | Pérola Negra      |
| Mestre-sala e Porta-bandeira | -                     | Unidos do Peruche |
| Alegorias                    | Independente Tricolor | -                 |
| Fantasias                    | Independente Tricolor | -                 |

### Grupo de acesso 2
Os desfiles do grupo de acesso 2 ocorreram no dia 4 de março no sambódromo do Anhembi.
Classificação
| Pos | Escolas de Samba            | Enredo                                                                                            | Pts   | Classificação ou rebaixamento                    |
| --- | --------------------------- | ------------------------------------------------------------------------------------------------- | ----- | ------------------------------------------------ |
| 1   | Estrela do Terceiro Milênio | Coragem! Somos nós que fazemos a vida                                                             | 270   | Sobe para o Grupo de Acesso 2020                 |
| 2   | Morro da Casa Verde         | Não julgue para não ser julgado, os humilhados serão exaltados                                    | 269,9 |                                                  |
| 3   | Dom Bosco                   | Paz, amor e revolução - A juventude em transformação                                              | 269,5 |                                                  |
| 4   | Primeira da Cidade Líder    | Sou brasileiro, vou festejar!                                                                     | 269,4 |                                                  |
| 5   | Imperador do Ipiranga       | Orun Aiyê e o mensageiro do mundo!                                                                | 269,4 |                                                  |
| 6   | Camisa 12                   | Professores, Camisa 12 orgulhosamente desfila essa homenagem a vocês, mestres na arte de ensinar! | 269,2 |                                                  |
| 7   | Unidos de Santa Bárbara     | Caiçara, salve o povo da beira do mar                                                             | 268,9 |                                                  |
| 8   | Tradição Albertinense       | Salve Simpatia                                                                                    | 268,5 |                                                  |
| 9   | Torcida Jovem               | No batuque do tambor, nosso samba, raiz e tradição                                                | 268,5 |                                                  |
| 10  | Amizade da Zona Leste       | Abayomi. Encontro precioso                                                                        | 268,0 |                                                  |
| 11  | Uirapuru da Mooca           | Nas profundezas das águas do Rio Amazonas, se esconde o Eldorado Encantado                        | 267,9 |                                                  |
| 12  | Combinados de Sapopemba     | A Bença minha Mãe Baiana!                                                                         | 267,5 | Desce para o Grupo Especial de Bairros-UESP 2020 |

### Grupo Especial de Bairros
Os desfiles do grupo especial de bairros da UESP ocorreram nos dias 3 e 4 de março no bairro do Butantã.
Classificação
| Pos | Escolas de Samba               | Enredo | Pts   | Classificação ou rebaixamento                     |
| --- | ------------------------------ | --- | ----- | ------------------------------------------------- |
| 1   | Flor da Vila Dalila            | Em busca do ouro e da sabedoria                                                                             | 269,4 | Sobe para o Grupo de Acesso 2 2020                |
| 2   | Brinco da Marquesa             | Os nossos grandes heróis                                                                                    | 268,6 |                                                   |
| 3   | União Imperial                 | Imperial dá o Tom                                                                                           | 267,6 |                                                   |
| 4   | Unidos de São Miguel           | O rei do baião apresenta: Meu Nordeste é cultura, é tradição, é riqueza nacional                            | 267,4 |                                                   |
| 5   | União Independente da Zona Sul | A lúdica viagem do reino das encantarias para o reino do carnaval                                           | 267,1 |                                                   |
| 6   | Boêmios da Vila                | O movimento da periferia: União, garra e fé. Uma história de sucesso                                        | 267,1 |                                                   |
| 7   | Imperatriz da Sul              | Imperiano é sambista, é da roça, é caipira sertanejo sim senhor!!!                                          | 266,8 |                                                   |
| 8   | Império Lapeano                | As gargalhadas que ecoam na noite. Nas encruzilhadas podemos te encontrar. Saudação a todas as pombas giras | 266,7 |                                                   |
| 9   | Acadêmicos de São Jorge        | São Jorge apresenta: Um show de terror já vai começar!                                                      | 266,7 |                                                   |
| 10  | Unidos do Vale Encantado       | Com a crença, força e fé em Tupã, os guerreiros do Vale Encantado nos jogos da vida contra Ikirutã          | 265,8 |                                                   |
| 11  | Unidos de São Lucas            | Viva Lobato! Viva o Sítio do Pica-pau Amarelo!                                                              | 265,7 | Desce para o Grupo de Acesso de Bairros-UESP 2020 |
| 12  | Flor de Liz da Zona Sul        | Raízes, de Onde vim para Onde vou. O Planeta Clama por Paz                                                  | 265,4 | Desce para o Grupo de Acesso de Bairros-UESP 2020 |

### Grupo de acesso de Bairros
Os desfiles do grupo de acesso de bairros da UESP ocorreram nos dias 3 e 4 de março na Vila Esperança.
Classificação
| Pos | Escolas de Samba           | Enredo | Pts   | Classificação ou rebaixamento                       |
| --- | -------------------------- | --- | ----- | --------------------------------------------------- |
| 1   | Unidos de Guaianases       | Guaianases exalta seu pavilhão e vem mostrar que não se vive sem bandeiras                                    | 179,9 | Sobe para o Grupo Especial de Bairros-UESP 2020     |
| 2   | Mocidade Robruense         | A esperança de um futuro sem corrupção                                                                        | 179,4 | Sobe para o Grupo Especial de Bairros-UESP 2020     |
| 3   | Prova de Fogo              | Rosas Negras – O Perfume da Flor sou eu                                                                       | 179,3 |                                                     |
| 4   | União da Vila Albertina    | União da Vila Albertina apresenta: A saga do cabra macho do cangaço. O cordel arretado de Virgulino do sertão | 179   |                                                     |
| 5   | Só Vou Se Você For         | A Voz do Gueto sou Eu                                                                                         | 178,9 |                                                     |
| 6   | Valença de Perus           | Valença Canta o Poeta Imortal, Salve Monarco da Portela                                                       | 178,8 |                                                     |
| 7   | Em Cima da Hora Paulistana | Boemia… Aqui me tens de regresso. Parabéns Nelson Gonçalves… 100 anos                                         | 178,6 |                                                     |
| 8   | TUP                        | Da Vila Nova da Constituição ao Brasil caipira… Os parceiros do Rio Bonito; TUP conta Piracicaba na Avenida!  | 178,5 |                                                     |
| 9   | Dragões de Vila Alpina     | Dragões de Vila Alpina e o ciclo da vida                                                                      | 178,3 |                                                     |
| 10  | Príncipe Negro             | De Canudos para o Mundo. Entre Becos e Vielas meu Nome é Favela                                               | 177,8 |                                                     |
| 11  | Acadêmicos do Ipiranga     | As Cores tem seus Valores. Acadêmicos do Ipiranga Apresenta Aquarela de Toquinho e Vinicius de Moraes         | 177,8 | Desce para o Grupo de Acesso de Bairros 2-UESP 2020 |
| 12  | Iracema Meu Grande Amor    | As Andanças de um Conselheiro em um Lamento Sertanejo                                                         | 175,7 | Desce para o Grupo de Acesso de Bairros 2-UESP 2020 |

### Grupo de Acesso de Bairros 2
Os desfiles do grupo de acesso de bairros 2 da UESP ocorreram no dia 2 de março na Vila Esperança.
Classificação
| Pos | Escolas de Samba          | Enredo                                                                                                 | Pts   | Classificação ou rebaixamento                    |
| --- | ------------------------- | --- | ----- | ------------------------------------------------ |
| 1   | Imperatriz da Paulicéia   | Para sempre hei de te amar… 70 anos de Nenê de Vila Matilde                                            | 180,2 | Sobe para o Grupo de Acesso de Bairros-UESP 2020 |
| 2   | Os Bambas                 | Os Bambas Visitam o Sitio do Picapau Amarelo                                                           | 179,5 | Sobe para o Grupo de Acesso de Bairros-UESP 2020 |
| 3   | Explosão da Zona Norte    | Essa Parte da Minha Vida se Chama Felicidade e Alegria                                                 | 179,4 |                                                  |
| 4   | Isso Memo                 | Com amor, Chico Xavier                                                                                 | 179,1 |                                                  |
| 5   | Estação Invernada         | Da Mistura de Três Raças Surge a Pele                                                                  | 178,9 |                                                  |
| 6   | Cacique do Parque         | Quando chove no sertão                                                                                 | 178,2 |                                                  |
| 7   | Filhos de Zaire           | África: Da identidade, raiz de o Baobá a origem dos Filhos do Zaire na pátria amada mãe gentil, Brasil | 177,2 |                                                  |
| 8   | Passo de Ouro             | Do Lixo ao Luxo, Passo de Ouro Apresenta o Brasil que Queremos                                         | 177   |                                                  |
| 9   | Cabeções da Vila Prudente | Eu não Quero Final Feliz, eu Quero ser Feliz a Vida Inteira                                            | 177   |                                                  |
| 10  | Primeira da Aclimação     | São Vicente, para sempre a Primeira                                                                    | 176,1 |                                                  |
| 11  | Lavapés                   | Pernambuco multicultural, a festa de um povo feliz                                                     | 176   |                                                  |
| 12  | Estrela Cadente           | Deixa a Tristeza pra Lá, eu Quero é ser Feliz!                                                         | 175,9 |                                                  |
| 13  | Locomotiva Piritubana     | O Eldorado no Reino de Iaguara                                                                         | 172,5 |                                                  |